# 民间写作
民间写作的概念是1990年代里作为与“知识分子写作”对抗的概念而提出来的，代表着一类与知识分子写作创作实践完全不同的诗歌写作方法。
民间写作的诗人们认为，写作应该在口语化的基础上发挥常用的不受任何规范约束的语言的、甚至是地方方言的优势，描述直接的生活经验和客观的原生存在。对于民间写作诗人们来说，民间写作是口语化的写作，是对现代诗歌中原有的那些理论体系结构的否定。
民间写作代表诗人有于坚、韩东、伊沙、徐江、侯马等。
民间写作与知识分子写作的对立，也导致了第三条道路写作诗群的出现。

## 相关连接
- 中国诗歌库
- 中国诗歌史 （页面存档备份，存于）